# Aperileptus minimus
Aperileptus minimus là một loài tò vò trong họ Ichneumonidae.